# Simona Tabasco
Simona Tabasco (Napoli, 5 aprile 1994) è un'attrice italiana.
È nota soprattutto per il ruolo di Lucia nella seconda stagione della serie televisiva The White Lotus (2022), per la quale si è aggiudicata lo Screen Actors Guild Award per il miglior cast in una serie drammatica e ha ricevuto la candidatura al Premio Emmy nella sezione migliore attrice non protagonista in una serie drammatica.

## Biografia
Nata a Napoli nel 1994 da padre grafico pubblicitario e madre impiegata, ha un fratello gemello, Marco.
Dopo aver girato due cortometraggi per il Giffoni Film Festival e compiuta la maggior età, viene ammessa al Centro sperimentale di cinematografia a Roma. Nel 2013 inizia a lavorare, sul set della seconda stagione, nella serie televisiva Fuoriclasse, in onda su Rai 1 nel 2014, dove interpreta Aida Merlissi, una ragazza musulmana che ruba il cuore di Michele Tramola. 
Al suo esordio cinematografico nel film Perez. di Edoardo De Angelis, convince critica e pubblico con il personaggio di Tea, figlia del protagonista Demetrio, interpretato da Luca Zingaretti, guadagnandosi il premio Guglielmo Biraghi ai Nastri d'argento 2015.
Nel 2015 ritorna sul piccolo schermo con Fuoriclasse 3 e con È arrivata la felicità, dove interpreta Nunzia Esposito, detta Nancy, una svampita estetista napoletana. A novembre dello stesso anno è la madrina del Roma Fiction Fest. Successivamente torna sul set per girare la serie televisiva italiana I bastardi di Pizzofalcone, diretta da Carlo Carlei.
Nel 2016 gira, come protagonista femminile, il film I babysitter, opera prima di Giovanni Bognetti. Nel cast Paolo Ruffini, Diego Abatantuono, Francesco Mandelli, Antonio Catania, Francesca Cavallin e Francesco Facchinetti.
Nel 2020 prende parte nella serie TV Doc - Nelle tue mani, interpretando Elisa Russo, una specializzanda di medicina interna.
Nel 2021 ritorna sul set con I Bastardi di Pizzofalcone 3, sempre nel ruolo di Alex Di Nardo.
Nel 2022, ha fatto il suo debutto internazionale nella seconda stagione di The White Lotus, serie antologica prodotta da HBO, nel ruolo di Lucia, una sex-worker siciliana. Nell'edizione italiana viene però doppiata da Ughetta D'Onorascenzo.
L'anno seguente prende parte al videoclip Furore, nuovo singolo di Paola & Chiara. A febbraio 2023 entra a far parte del cast di Immaculate, horror psicologico nel quale ha recitato al fianco di Sydney Sweeney, Álvaro Morte e Benedetta Porcaroli.

## Filmografia

### Cinema
- Perez., regia di Edoardo De Angelis (2014)
- I babysitter, regia di Giovanni Bognetti (2016)
- Bob & Marys - Criminali a domicilio, regia di Francesco Prisco (2018)
- Lacci, regia di Daniele Luchetti (2020)
- Ma chi ti conosce?, regia di Francesco Fanuele (2024)
- Immaculate - La prescelta (Immaculate), regia di Michael Mohan (2024)
- Il segreto di Liberato, regia di Francesco Lettieri  e Giorgio Testi (2024)

### Televisione
- Fuoriclasse – serie TV, 16 episodi (2014-2015)
- È arrivata la felicità – serie TV, 48 episodi (2015-2018)
- I bastardi di Pizzofalcone – serie TV, 22 episodi (2017-2023)
- 1994 – serie TV, episodio 8 (2019)
- Doc - Nelle tue mani – serie TV, 33 episodi (2020-2024)
- Luna Park – serie TV, 6 episodi (2021)
- The White Lotus – serie TV, 7 episodi (2022)

### Videoclip
- Rose viola di Ghemon (2019)
- Vento del Sud dei Tiromancino (2019)
- Furore di Paola & Chiara (2023)

## Doppiatrici italiane
- Ughetta d'Onorascenzo in The White Lotus

## Riconoscimenti
- Mostra internazionale d'arte cinematografica
  - 2015 – Candidatura al Premio L'Oréal Paris per il cinema[12]
- Nastro d'argento
  - 2015 – Premio Guglielmo Biraghi per Perez.[6]
  - 2015 – Premio Wella per l’immagine per Perez[6]
- Screen Actors Guild Award
  - 2023 – Miglior cast in una serie drammatica per The White Lotus[13]
- Premio Emmy
  - Candidatura come Miglior attrice non protagonista in una serie drammatica per The White Lotus[14]

Altri riconoscimenti
- Galà del Cinema e della Fiction in Campania – Migliore attrice di film per Perez. (2014)[15]
- Salento Finibus Terrae - Film Festival Internazionale Cortometraggio - Premio SAFITER come migliore attrice di cinema per Perez. (2015)[16]